# Castello di Monteventano
Il castello di Monteventano è un complesso fortificato posto nell'omonima frazione del comune italiano di Piozzano, in provincia di Piacenza.
Posto sulla cima dell'omonima collina, i cui versanti piuttosto ripidi fornivano protezione su tutti e quattro i lati, a 420 m s.l.m. di altezza nell'alta val Luretta, sulla sponda sinistra del torrente Luretta di Monteventano, ramo sorgentizio di destra del torrente Luretta, in un punto dove la valle si restringe; controllava, con il castello di Vei, posto poco più a valle sull'altra sponda del Luretta, il passaggio nel fondovalle.

## Storia

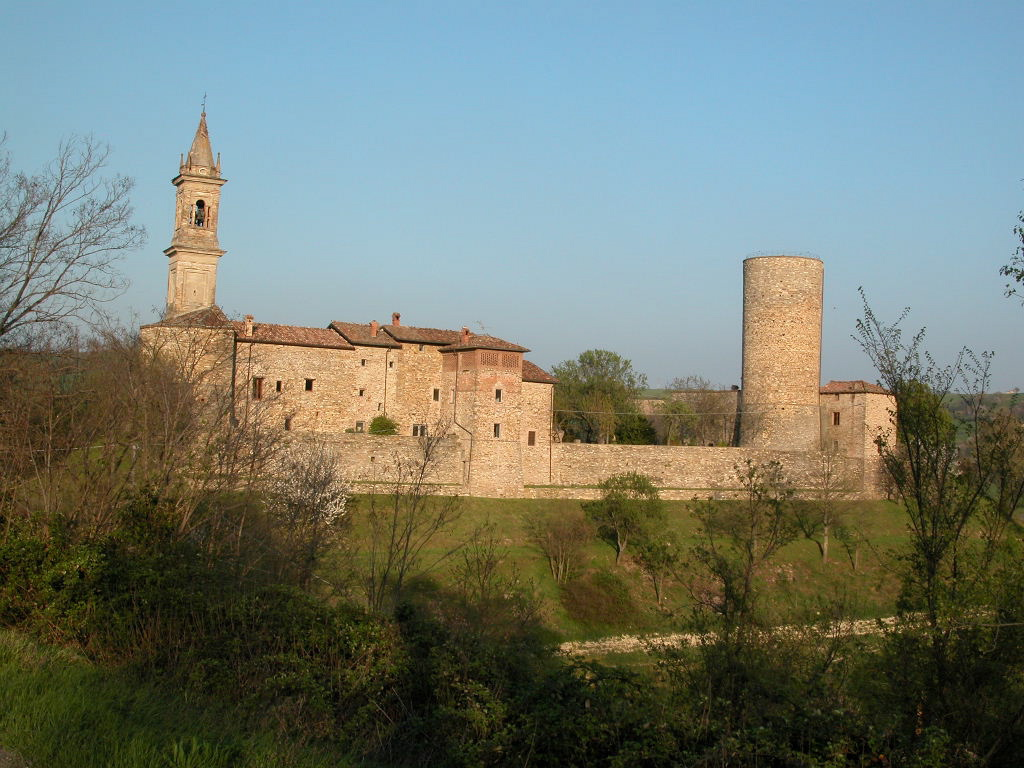
Vista del castello dall'esterno

Le origini del complesso sono da ricercarsi nel periodo intorno all'anno Mille. La prima notizia certa riguardo al castello è quella della sua distruzione, avvenuta per mano di Federico Barbarossa nel 1164 con conseguente cancellazione dal registro dei feudi Imperiali. Il castello venne, in seguito, ricostruito e nel 1268 subì un assedio da parte di truppe ghibelline guidate da Ubertino Landi; al termine della battaglia il castello venne dato alle fiamme e la milizia che lo presidiava venne giustiziata.
Successivamente, la zona di Monteventano venne elevata a contea; nel 1408 il duca di Milano Giovanni Maria Visconti assegnò il feudo di Monteventano alla famiglia Arcelli, nelle persone dei fratelli Martino, Bartolomeo e Antonio Arcelli. Nel 1494 la famiglia Arcelli venne bandita dall'intero Ducato di Milano e le venne revocata l'assegnazione del feudo dopo che essa aveva tentato di appropriarsi del controllo della città di Piacenza. Già due anni dopo, tuttavia, il castello risultava essere di proprietà di un Arcelli, Zanotto.
Agli inizi del XVI secolo gli Arcelli riuscirono a ottenere l'elevazione della chiesa presente nel castello a parrocchiale. Il primo documento ufficiale che cita il nuovo titolo attribuito all'edificio religioso risale al 1555-1556 e la riporta come dipendente dalla pieve di Pomaro.
Dopo il XVI secolo il castello fu sottoposto ad alcuni lavori che interessarono anche la chiesa dedicata alla Natività di Maria Vergine, il cui orientamento venne ruotato di 90° e che fu ampliata con la realizzazione del presbiterio e del campanile sui resti del torrione settentrionale.
Dopo che nel XVI secolo la proprietà del forte era stata divisa tra vari esponenti della famiglia Arcelli, nel 1647 il possesso del fortilizio passò alla famiglia Borghi, alla quale si sostituì la famiglia Giandemaria nel 1700 e, in seguito, la famiglia Montani nel 1728, prima di rientrare a far parte delle proprietà degli Arcelli, ai quali rimase fino all'inizio del XX secolo.
Durante la seconda guerra mondiale, nell'ambito della resistenza partigiana, il castello ospitò la sede dell'omonimo distaccamento autonomo delle brigate Giustizia e Libertà guidato dal partigiano Ludovico Muratori detto Muro. Durante la battaglia di Monticello, combattutasi tra il 15 e il 16 aprile 1945 presso l'omonimo castello posto sul crinale tra la val Luretta e la val Trebbia, ebbero un ruolo fondamentale nella vittoria delle truppe partigiane i rinforzi provenienti dal castello di Monteventano che, guidati da Lino Vescovi detto il Valoroso, il quale trovò la propria morte in occasione di quell'azione, intervenirono a supporto dei partigiani asserragliatisi nel castello all'alba del 16 aprile.
Negli anni novanta del XX secolo il complesso subì una serie di lavori di restauro, andando a sanare una situazione di degrado delle originarie strutture medievali superstiti che si protraeva già da diversi secoli.

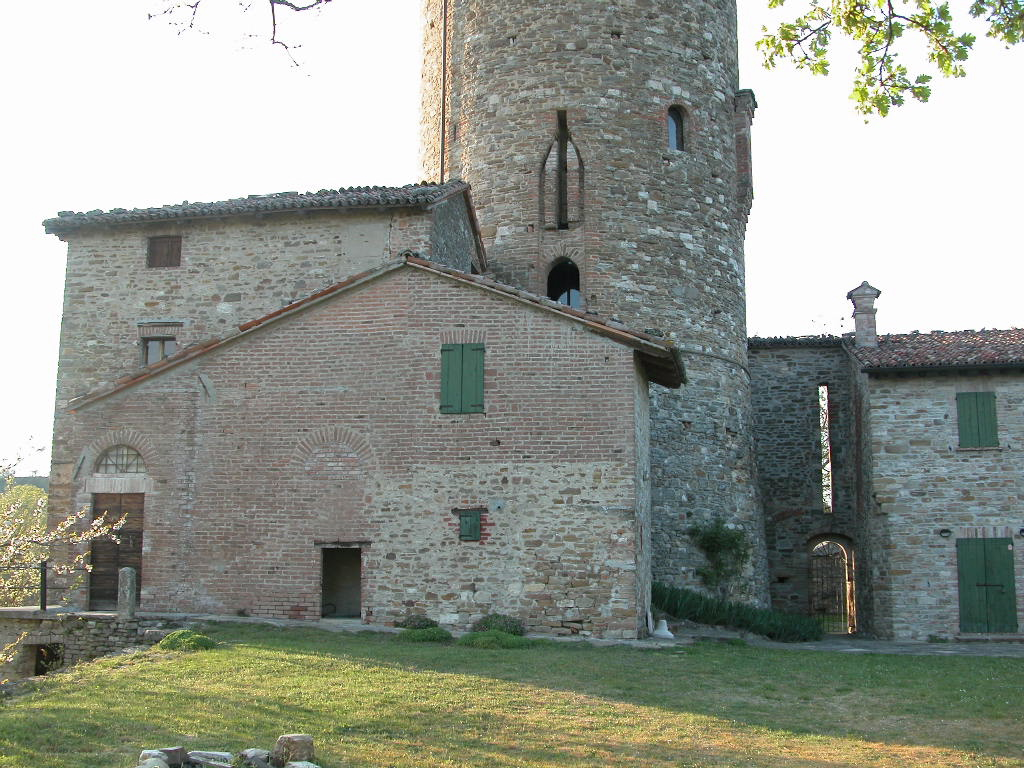
L'ingresso nella torre con gli incassi del ponte levatoio

Il castello, convertito ad abitazione, è di proprietà del pittore tedesco Bernd Zimmer, tra i fondatori del movimento artistico Neuen Wilden.

## Struttura
Dell'originario complesso medievale rimangono resti delle mura di cinta esterne, un ingresso ad arco su cui sono visibili le tracce degli incassi del ponte levatoio, il quale era, probabilmente, dotato di battiponte, una torretta a base rettangolare addossata al palazzotto residenziale e il dongione posto sul lato sud, alto circa 30 m, realizzato con pietre dalla forma squadrata e dotato di aperture in cotto e dotato di finestre ad arco e di un balconcino.
Sui resti di un'altra torre, posta sul lato nord del complesso, è stato costruito dopo il XVI secolo il campanile della chiesa parrocchiale, la quale presenta l'originaria abside realizzata in stile romanico, in seguito adattata a battistero al termine dei lavori di ampliamento dell'edificio, decorato con archetti pensili e risalente al XII secolo, forse a partire da una delle torri dell'originaria struttura del forte. La successiva chiesa presenta una facciata a capanna dotata di frontone di forma triangolare decorato da una cornice realizzata in mattoni a vista e si caratterizza per una pianta ad aula a navata unica con tre campate voltate a crociera.